# Michael Gielen

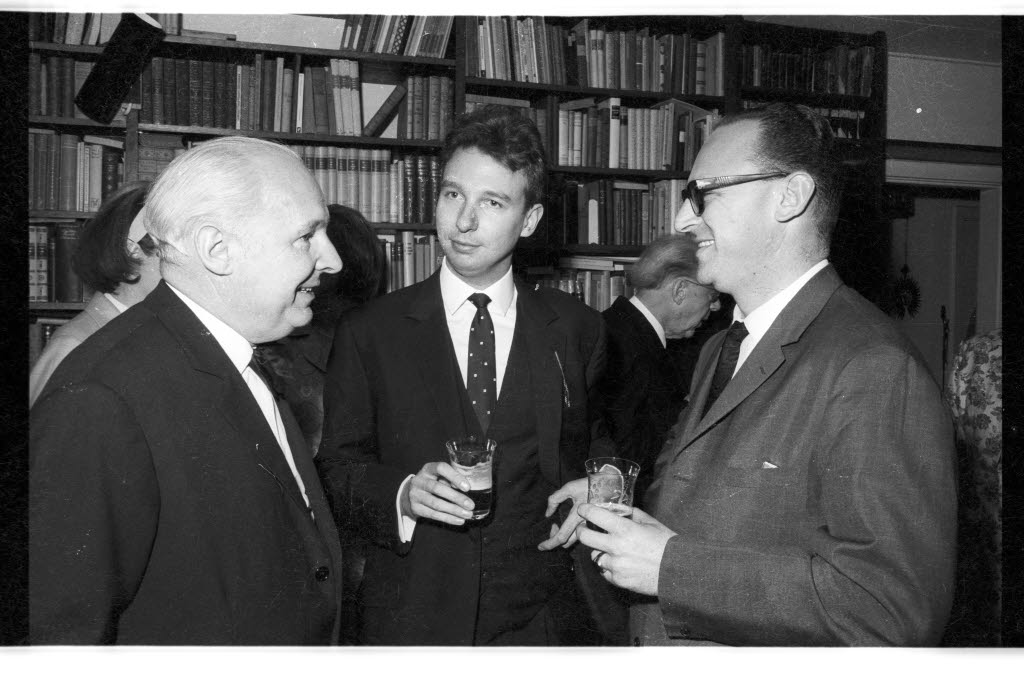
Gespräch zwischen Generalintendant Joachim Klaiber (links), Komponist Aribert Reimann (Bildmitte) und der Leiter der Stockholmer Oper Michael Gielen (rechts).

Michael Andreas Gielen (geboren am 20. Juli 1927 in Dresden; gestorben am 8. März 2019 in Mondsee) war ein deutsch-österreichischer Dirigent und Komponist.

## Leben
Michael Gielen war nach seiner Schwester Carola Stella (geb. 1925) das zweite Kind des österreichischen Theatermanns und späteren Intendanten des Burgtheaters Josef Gielen und der Schauspielerin Rosa Steuermann, der Schwester von Salka Viertel, Eduard Steuermann und Zygmunt Steuermann.
Bereits als Elfjähriger studierte Gielen die drei Klavierstücke Opus 11 von Arnold Schönberg. Gielens Familie, die 1937 unter dem Druck der Nationalsozialisten von Berlin nach Wien umgezogen war, musste nach dem Anschluss Österreichs 1940 nach Argentinien emigrieren, weil der Vater dem Nationalsozialismus ablehnend gegenüberstand und Gielens Mutter Rosa, nach nationalsozialistischer Terminologie eine „Jüdin“, gefährdet war, verhaftet und deportiert zu werden. Dort traf Michael Gielen als Dreizehnjähriger auf den Dirigenten Fritz Busch, mit dem er häufig vierhändig Klavier übte. Von 1942 bis 1949 studierte er in Buenos Aires Klavier und Musiktheorie bei Erwin Leuchter. Er begann 1945 zusätzlich für drei Semester ein Philosophiestudium und spielte sodann privat viel Kammermusik mit seinem Schwager Ljerko Spiller und dessen Violinschülern. Gielen studierte Ernst Kreneks Schrift Über neue Musik und komponierte. 1946 entstand als erstes Werk eine Sonate für Klavier und Violine.
Seine berufliche Laufbahn begann er 1947 als Korrepetitor am Teatro Colón, wo sein Vater Chefregisseur war und ihn der Dirigent Erich Kleiber entscheidend prägte. Gielen wurde Pianist im vom Komponisten Juan Carlos Paz gegründeten Ensemble Agrupación Nueva Música der Argentinischen Gesellschaft für Neue Musik, wo er auch Mauricio Kagel kennenlernte. Im Jahr 1949 führte er in einem durch Paz kommentierten Konzert die Klavierwerke Schönbergs auf.
1950 ging Gielen an die Wiener Staatsoper, wo er ebenfalls als Korrepetitor arbeitete und unter anderem auf Herbert von Karajan, Karl Böhm, Clemens Krauss und Dimitri Mitropoulos traf. Ab 1960 wurde Gielen für fünf Jahre Musikdirektor der Königlichen Oper in Stockholm, 1969 Leiter des Belgischen Nationalorchesters in Brüssel und 1973 Chefdirigent der Niederländischen Oper in Amsterdam. Operngeschichte schrieb er als Dirigent der Uraufführung von Bernd Alois Zimmermanns Oper Die Soldaten am 15. Februar 1965 in Köln. Von 1977 bis 1987 war Gielen Generalmusikdirektor der Oper Frankfurt, die unter seiner Leitung (in Zusammenarbeit mit Klaus Zehelein) zu einem der wichtigsten Opernhäuser Europas avancierte, außerdem Leiter der Museumskonzerte in Frankfurt am Main. Gleichzeitig war er von 1978 bis 1981 Erster Gastdirigent des BBC Symphony Orchestra in London, dessen Ehrendirigent er seitdem war, und von 1980 bis 1986 Leiter des Cincinnati Symphony Orchestra.
1986 übernahm er das SWF Sinfonieorchester Baden-Baden, das 1996 in SWR Sinfonieorchester Baden-Baden und Freiburg umbenannt wurde, und leitete es bis 1999. Von 1999 bis 2014 war er ständiger Gastdirigent, seit 2002 Ehrendirigent dieses Orchesters.
Regelmäßig arbeitete er mit dem Konzerthausorchester Berlin, zunächst als Erster Gastdirigent, später als Ehrengastdirigent.
Die Staatskapelle Berlin dirigierte Michael Gielen das erste Mal 1991 mit einer Premiere von Claude Debussys Pelléas et Mélisande in einer legendären Inszenierung von Ruth Berghaus. Er veränderte das Klangverständnis dieses Orchesters für die Musik des 20. Jahrhunderts grundlegend. 1995 wurde Alban Bergs Lulu unter seinem Dirigat bei den Salzburger Festspielen mit einer Regiearbeit von Peter Mussbach zur Inszenierung des Jahres gekürt. 1997 war die Oper eine Erstaufführung an der Staatsoper Unter den Linden und blieb lange Jahre im Spielplan. Von 1998 bis 2012 folgten in jeder Saison Konzerte mit der Staatskapelle Berlin, in denen er sich mit Werken von Ludwig van Beethoven, Anton Bruckner, Gustav Mahler, Arnold Schönberg, Alban Berg und anderen Komponisten vorwiegend des 20. Jahrhunderts auseinandersetzte. 2001 führte er die Premiere von Franz Schrekers Der ferne Klang – wiederum mit einer Regiearbeit von Peter Mussbach – zu einem Erfolg. Bereits zwei Jahre zuvor hatte er sich mit der Premiere von Norma der italienischen Oper zugewandt. In den folgenden Jahren widmete sich Michael Gielen verstärkt diesem Repertoire und sorgte mit seiner entschlackten, unsentimentalen Interpretation für ein neues Klangbild dieser Literatur. Zunächst als Gastdirigent engagiert, später dann Principal Guest Conductor, wurde er in Anerkennung seiner prägenden künstlerischen Arbeit und kollegialen Verbundenheit mit der Staatsoper Unter den Linden zum Ehrenmitglied ernannt.
Gielens Repertoire war weit gefasst – von Bach bis zur Moderne, sinfonische Literatur wie Oper gleichermaßen. Als Schwerpunkte seines Schaffens waren zu erkennen einerseits die großen Sinfoniker wie Ludwig van Beethoven, Anton Bruckner und Gustav Mahler, andererseits die Komponisten des 20. Jahrhunderts und hier im Besonderen die Vertreter der Neuen Wiener Schule.
In seine Geburtsstadt kehrte er nur wenige Male zurück: in den 70er Jahren anlässlich der Leitung einer Rosenkavalier-Aufführung, 1992 gastierte er im Austausch der Dresdner Philharmonie mit dem Südwestfunk-Sinfonieorchester  sowie 2008 zur Vorstellung seines Buches „Unbedingt Musik“.
Ende Oktober 2014 beendete Gielen aus gesundheitlichen Gründen seine Dirigentenkarriere. Er verstarb am 8. März 2019 im Alter von 91 Jahren in seinem Haus am Mondsee im österreichischen Salzkammergut an den Folgen einer Lungenentzündung.

## Auszeichnungen
- 1985: Hessischer Kulturpreis
- 1986: Theodor-W.-Adorno-Preis der Stadt Frankfurt am Main
- 1996: Musikpreis der Stadt Wien
- 1997: Großes Silbernes Ehrenzeichen für Verdienste um die Republik Österreich[4]
- 1999: Frankfurter Musikpreis
- 2006: Musikpreis der Stadt Duisburg
- 2007: Der Faust-Theaterpreis für sein Lebenswerk
- 2010: Musikpreis der Internationalen Ernst von Siemens Musikstiftung
- 2010: Großes Verdienstkreuz mit Stern der Bundesrepublik Deutschland
- 2010: Kulturmedaille des Landes Oberösterreich[5]

## Werke (Auswahl)
Musikalische Werke
- 1949: Variationen für Streichquartett
- 1954: Musica für Bariton, Streicher, Klavier, Pauken und Posaune. Textdichter: Paul Claudel „Der seidene Schuh“. Uraufführung am 5. März 1956 in Köln
- 1955/1985: 4 Gedichte für gemischten Chor und 19 Instrumente. Textdichter: Stefan George
- 1959: Variationen für 40 Instrumente, Uraufführung: 1960
- 1960–1963: Ein Tag tritt hervor. Pentaphonie für obligates Klavier, fünf Soloinstrumente und fünf Gruppen zu je fünf Musikern mit Worten von Pablo Neruda, Uraufführung: 1966
- 1967–1969: Die Glocken sind auf falscher Spur. Mit Texten von Hans Arp.
 Uraufführung: 31. Mai 1970 im Rahmen des SR-Festivals Musik im 20. Jahrhundert. Mitwirkende: Joan Carroll, Siegfried Palm, Aloys Kontarsky, Wilhelm Bruck, Christoph Caskel und Michael Gielen.
- 1971–1974 Mitbestimmungsmodell für Orchestermusiker und drei Dirigenten. Uraufführung: 1. Juni 1975 im Rahmen des SR-Festivals Musik im 20. Jahrhundert. Mitwirkende: Rundfunk-Sinfonieorchester Saarbrücken, Hans Zender, Michael Gielen, Burkhard Rempe als Dirigenten, Norbert Beilharz und Michael Gielen als Sprecher.[6]
- 1971/1975: Einige Schwierigkeiten bei der Überwindung der Angst für Orchestermusiker. Uraufführung: München, 29. Oktober 1976
- 1983–1985: Streichquartett Un vieux souvenir. Nach Texten aus Baudelaires Fleurs du Mal. Uraufführung: 1985, LaSalle String Quartet, Cincinnati.
- 1988: Pflicht und Neigung für Ensemble von 22 Musikern. UA: Bremen, 1. Oktober 1989
- 1989: Rückblick. Serenade für 3 Violoncelli
- 1991: Weitblick. Sonate für Violoncello

Schriften
- Unbedingt Musik. Erinnerungen. Insel, Frankfurt am Main 2005, ISBN 3-458-17272-6.
- mit Paul Fiebig: Mahler im Gespräch. Die zehn Sinfonien. Metzler, Stuttgart 2002, ISBN 3-476-01933-0.